# 弥勒文庙
弥勒文庙，又称弥阳文庙，即弥勒县文庙（原弥勒州文庙），位于云南省红河州弥勒市弥阳街道弥勒市第五中学内，始建于明嘉靖年间，清康熙四年（1665年）迁至今址。1995年弥勒一中扩建时，大成殿、两庑、乡贤祠等被拆除，现仅存棂星门、古柏、六通碑刻。1981年9月7日公布为第一批弥勒市文物保护单位。